# Francis Johnson
Francis Johnson (anglès: Francis Lee Johnson)  (Hartford, 5 d'agost de 1910 - Chesterfield, 18 d'abril de 1997) fou un jugador de bàsquet estatunidenc que va competir durant la dècada de 1930.
El 1936 va prendre part en els Jocs Olímpics de Berlín, on guanyà la medalla d'or en la competició de bàsquet. Jugà a bàsquet universitari amb la Wichita State University.